# محمد ورشوچی
محمّد ورشوچی (۲۶ فروردین ۱۳۰۴ – ۹ فروردین ۱۳۹۰) هنرپیشه قدیمی سینما، تلویزیون و تئاتر ایرانی بود.

## زندگیِ حرفه‌ای
آغاز فعالیت هنری محمد ورشوچی (محمدعلی ورشوساز) از تئاتر مدرسه (کلاس چهارم) بود. فعالیت حرفه‌ای وی از تئاتر مینا آغاز شد. او با همکاری دوستش نعمت‌الله گرجی یک گروه تئاتر تأسیس نمود و با این گروه به شهرهای مختلف سفر کرد و به اجرای نمایش پرداخت. بعدها به دعوت احمد رحیمی به تئاتر جامعه باربد رفت و بیست سال در آنجا فعالیت نمود. او بعدها به سینما و تلویزیون نیز راه یافت.
بازی نقش آسپیران غیاث آبادی در دایی‌جان ناپلئون یکی از بیاد ماندنی‌ترین نقش‌های وی است.
آخرین کار ورشوچی احتمالاً تئاتر چنگال در چنگال بود. ورشوچی از سال ۸۲ عملاً از صحنه دور بوده‌است. او تا پیش از مرگ به عنوان نماینده پیشکسوت‌های تئاتر و تلویزیون شناخته می‌شد.

## درگذشت

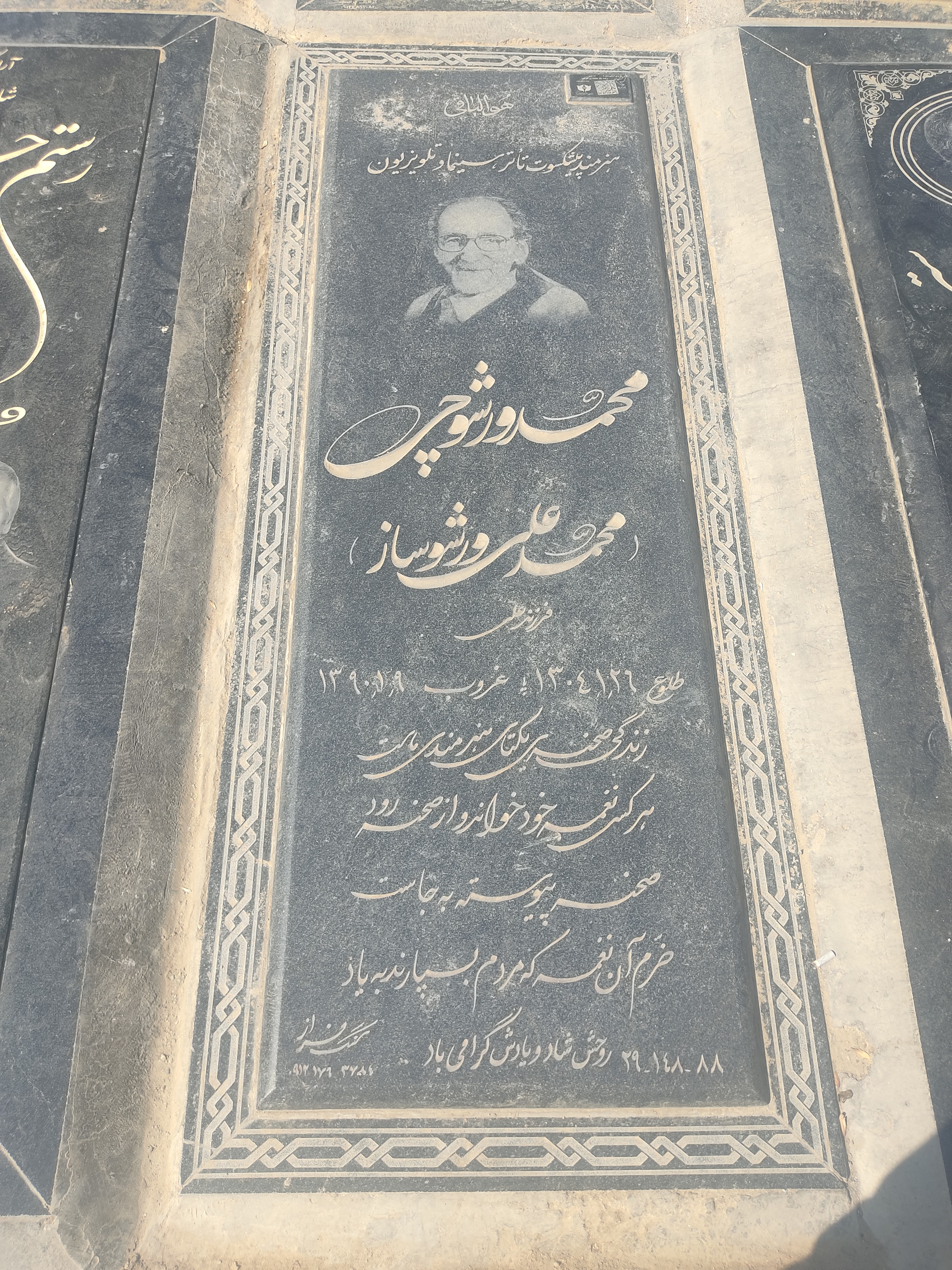
قبر محمد ورشوچی در قطعه هنرمندان بهشت زهرا

ورشوچی بعد از ظهر روز دوشنبه ۸ فروردین به علت شکستگی پا به بیمارستان پارس در تهران انتقال داده شد. وی ساعت چهار صبح روز سه‌شنبه نهم فروردین ۱۳۹۰ به دلیل کهولت سن در بیمارستان درگذشت.

## فیلم‌شناسی

### سینما
«محمد علی ورشوچی» در فیلم‌های زیر به ایفای نقش پرداخته‌است:
1. آدمک‌ها (۱۳۸۲)
2. همسر دلخواه من (۱۳۷۹)
3. بازیگر (۱۳۷۸)
4. طهران روزگار نو (۱۳۷۸)
5. پشت دیوار شب (۱۳۷۶)
6. شهردار مدرسه (۱۳۷۶)
7. تعطیلات تابستانی (۱۳۷۴)
8. تحفه هند (۱۳۷۴)
9. آقای شانس (۱۳۷۳)
10. رویای نیمه شب تابستان (۱۳۷۳)
11. سفر بخیر (۱۳۷۳)
12. شریک زندگی (۱۳۷۳)
13. بدل (۱۳۷۲)
14. شاهین طلایی (۱۳۷۲)
15. من زمین را دوست دارم (۱۳۷۲)
16. عیالوار (۱۳۷۱)
17. مریم و میتیل (۱۳۷۱)
18. مستأجر (۱۳۷۱)
19. آقای بخشدار (۱۳۷۰)
20. خانه خلوت (۱۳۷۰)
21. دو همسفر (۱۳۷۰)
22. دیدار در استانبول (۱۳۷۰)
23. قرق (۱۳۷۰)
24. جدال بزرگ (۱۳۶۹)
25. رنو تهران - ۲۹ (۱۳۶۹)
26. ای ایران (۱۳۶۸)
27. دستمزد (۱۳۶۸)
28. رانده شده (۱۳۶۸)
29. سال‌های خاکستر (۱۳۶۷)
30. گراند سینما (۱۳۶۷)
31. تحفه‌ها (۱۳۶۶)
32. خارج از محدوده (۱۳۶۶)
33. در انتظار شیطان (۱۳۶۶)
34. تصویر آخر (۱۳۶۵)
35. ملاقات (۱۳۶۵)
36. کفش‌های میرزا نوروز (۱۳۶۴)
37. یوزپلنگ (۱۳۶۴)
38. صاعقه (۱۳۶۳)
39. طائل (۱۳۶۳)
40. مردی که زیاد می‌دانست (۱۳۶۳)
41. مشت (۱۳۶۳)
42. کمال الملک (۱۳۶۲)
43. امشب اشکی می‌ریزد (۱۳۵۷)
44. صمد دربه‌در می‌شود (۱۳۵۷)
45. صمد در راه اژدها (۱۳۵۶)
46. حسرت (۱۳۵۴)
47. خانه‌خراب (۱۳۵۴)
48. قرار بزرگ (۱۳۵۴)
49. دختران بلا، مردان ناقلا (۱۳۵۳)
50. سازش (۱۳۵۳)
51. گوزن‌ها (۱۳۵۳)
52. زنجیری (۱۳۵۲)
53. علی کنکوری (۱۳۵۲)
54. یک مرد یک شهر (۱۳۵۰)

### تلویزیون
| سال       | نام                              | سمت          | کارگردان                  | توضیحات |
| --------- | -------------------------------- | ------------ | ------------------------- | --- |
| ۱۳۸۳      | هنگامه                           | بازیگر       | مجید جوانمرد              | کاری از گروه خانواده شبکه ۱ |
| ۱۳۸۳      | رسم شیدایی                       | بازیگر       | اکبر خواجویی              | |
| ۱۳۸۲      | وارث                             | بازیگر       | کاظم بلوچی                | |
| ۱۳۸۱      | بررسی یک پرونده                  | بازیگر       | علاءالدین رحیمی           | بازی در اپیزود «بردگان طمع» این مجموعه هر روز ظهر از «سیمای خانواده» پخش می‌شد.                                                                                   |
| ۱۳۸۱      | زیر آسمان شهر - سری اول          | بازیگر مهمان | مهران غفوریان             | شبکه ۳ |
| ۱۳۸۱–۱۳۸۰ | سیب ترش                          | بازیگر       | خسرو معصومی               | |
| ۱۳۸۰      | شب دهم                           | بازیگر       | حسن فتحی                  | شبکه ۱ |
| ۱۳۸۰      | روزهای آرزو                      | بازیگر       | شاهرخ حمیدی‌مقدم           | |
| ۱۳۸۰      | دیوار شیشه‌ای                     | بازیگر       | مهدی صباغ‌زاده             | شبکه ۲ |
| ۱۳۸۰      | تازه چه خبر همسایه؟              | بازیگر مهمان | بهروز بقایی امیر سمواتی   | شبکه ۲ |
| ۱۳۸۰–۱۳۷۹ | چراغ جادو                        | بازیگر       | همایون اسعدیان            | شبکه ۱ |
| ۱۳۸۰–۱۳۷۹ | خورشید و ماه                     | بازیگر       | مهدی حسینی‌وند عالی‌پور     | شبکه تهران |
| ۱۳۷۹      | خواستگاری پرماجرا                | بازیگر       | محمد بنائی                | |
| ۱۳۷۹      | ماجراهای خانه قدیمی              | بازیگر       | اسماعیل میهن‌دوست          | شبکه ۱ |
| ۱۳۷۸      | دلبر آهنی                        | بازیگر       | مهدی صباغ‌زاده             | در نوروز ۱۳۷۹ از شبکه تهران پخش شد. |
| ۱۳۷۸      | دردسر بزرگ                       | بازیگر       | علی عبدالعلی‌زاده          | در نوروز ۱۳۷۹ از شبکه ۲ پخش شد. |
| ۱۳۷۸      | حنانه                            | بازیگر       | سیدحسین یعقوبی            | |
| ۱۳۷۸      | قصه‌های شهرک سینمایی              | بازیگر       | بهزاد محمدی               | شبکه ۳ |
| ۱۳۷۸      | کاشانه                           | بازیگر       | قاسم جعفری                | شبکه ۳ |
| ۱۳۷۸      | زیر آسمان شهر - سری اول          | بازیگر مهمان | مهران غفوریان             | شبکه ۳ |
| ۱۳۷۸      | تلفن مشترک                       | بازیگر       | خسرو ملکان                | |
| ۱۳۷۸      | دانی و من (سری دوم)              | بازیگر       | علی عبدالعلی‌زاده          | شبکه تهران |
| ۱۳۷۸      | پدرخوانده                        | بازیگر       | حمید قدکچیان              | شبکه تهران |
| ۱۳۷۸–۱۳۷۷ | زیر بازارچه                      | بازیگر       | رضا ژیان                  | شبکه ۲ |
| ۱۳۷۷      | سوءتفاهم                         | بازیگر       | رضا سبحانی                | شبکه ۱ |
| ۱۳۷۷      | راز یک خزان                      | بازیگر       | فرامرز باصری              | از برنامه «سیمای خانواده» پخش می‌شد. |
| ۱۳۷۷–۱۳۷۶ | پسران عاقل                       | بازیگر مهمان | فریدون حسن‌پور             | برنامه کودک و نوجوان شبکه ۲ |
| ۱۳۷۶      | گل‌های کاغذی                      | بازیگر       | محمدنجف اوشانی            | شبکه ۲ |
| ۱۳۷۶      | رد پا                            | بازیگر       | سیدمحمدرضا مفیدی          | |
| ۱۳۷۶–۱۳۷۵ | تهران ۱۱–۵۹۵ ج ۴۸                | بازیگر       | مرضیه برومند              | بازی در اپیزود «دردسر» و «سرانجام» |
| ۱۳۷۶–۱۳۷۴ | پهلوانان نمی‌میرند                | بازیگر       | حسن فتحی                  | شبکه ۲ کارگردان تلویزیونی: «بیژن صمصامی» |
| ۱۳۷۵      | تله‌فیلم «راز پنجره»              | بازیگر       | شفیع آقامحمدیان           | |
| ۱۳۷۵      | ببخشید                           | بازیگر       | رضا کرم‌رضایی              | |
| ۱۳۷۵–۱۳۷۴ | دزدان مادربزرگ                   | بازیگر       | مهدی صباغ‌زاده             | |
| ۱۳۷۵–۱۳۷۴ | سوخته‌دلان                        | بازیگر       | بهروز طاهری               | شبکه ۲ |
| ۱۳۷۴      | آتیه                             | بازیگر       | رضا صفایی                 | شبکه ۱ |
| ۱۳۷۴      | داستان یک شهر                    | بازیگر       | خسرو معصومی               | این مجموعه در ابتدا «خانه‌های شاد» نام داشت و از شبکه ۱ پخش می‌شد و نباید آن را با سریالی دیگر به همین نام به کارگردانی اصغر فرهادی (۱۳۷۸- شبکه تهران) اشتباه کرد. |
| ۱۳۷۴      | مرد قانون                        | بازیگر       | جهانگیر جهانگیری          | شبکه ۱ |
| ۱۳۷۴      | کت و شلوار خواستگاری             | بازیگر       | سعید سلطانی               | در نوروز ۱۳۷۵ از شبکه ۱ پخش شد. |
| ۱۳۷۴      | «قصه شب سیما»                    | بازیگر       | مسعود فروتن               | بازی در اپیزود «تعقیب» - شبکه ۱ |
| ۱۳۷۳      | شال و انگشتر                     | بازیگر       | عبدالرضا اکبری            | از برنامه «سیمای خانواده» شبکه ۱ پخش می‌شد. |
| ۱۳۷۳      | دوستان خوب                       | بازیگر       | فریدون حسن‌پور             | |
| ۱۳۷۳      | باد مثل بادکنک                   | بازیگر       | محمدباقر خسروی            | |
| ۱۳۷۳      | عاطفه                            | بازیگر       | حسن فتحی                  | کارگردان تلویزیونی: «محمود رضایی» |
| ۱۳۷۲      | خانواده حمزه‌علی خان              | بازیگر       | محمدباقر خسروی            | شبکه ۱ |
| ۱۳۷۲      | پدرسالار                         | بازیگر       | اکبر خواجویی              | شبکه ۲ |
| ۱۳۷۲–۱۳۷۰ | مش‌خیرالله صندوقچه اسرار          | بازیگر       | داریوش مؤدبیان حسین فردرو | بازی در اپیزود «جامه عمل» و «ماشالله پسر شمشیر» |
| ۱۳۷۱      | خاله سارا                        | بازیگر       | فرامرز باصری              | شبکه ۱ |
| ۱۳۷۱      | دردسر                            | بازیگر       | مجید ماهیچی               | شبکه ۲ |
| ۱۳۷۱–۱۳۷۰ | زندگی                            | بازیگر       | حسین مروی                 | شبکه ۲ |
| ۱۳۷۱–۱۳۷۰ | تعطیلات نوروزی                   | بازیگر       | خسرو ملکان                | در نوروز ۱۳۷۱ از شبکه ۱ پخش شد. |
| ۱۳۷۰      | نگهبان                           | بازیگر       | حسین مروی                 | «نگهبان» در قالب یک فیلم دو قسمتی از شبکه ۲ پخش شد. این فیلم بخشی از مجموعه سیزده قسمتی «زندگی» بود.                                                             |
| ۱۳۶۹      | آرایشگاه زیبا                    | بازیگر مهمان | مرضیه برومند              | شبکه ۲ |
| ۱۳۶۹–۱۳۶۸ | میهمان                           | بازیگر       | خسرو ملکان                | در نقش «شعبون» - شبکه ۱ |
| ۱۳۶۸      | ازدواج پر ماجرا                  | بازیگر       | منوچهر پوراحمد            | در نوروز ۱۳۶۹ از شبکه ۱ پخش شد. |
| ۱۳۶۶      | تله‌فیلم «دوستی»                  | بازیگر       | پرویز صبری                | گروه کودک و نوجوان شبکه ۲ |
| ۱۳۶۶      | تله‌تئاتر «عزیز گلاب خانم»        | بازیگر       | رسول نجفیان               | کارگردان تلویزیونی: «شیرین جاهد» |
| ۱۳۶۶–۱۳۵۸ | هزاردستان                        | بازیگر       | علی حاتمی                 | |
| ؟         | تله‌تئاتر «رویاهای احتکارالسلطان» | بازیگر       | علاءالدین رحیمی           | اوایل دهه شصت پخش شد. |
| ۱۳۶۲      | تله‌تئاتر «آینه خیال»             | بازیگر       | داود میرباقری             | کارگردان تلویزیونی: «امیر آقامیری» |
| ۱۳۶۲      | دید و بازدید                     | بازیگر       | حسن عابدی                 | شبکه ۱ |
| ۱۳۶۲      | طبل توخالی                       | بازیگر       | احمد نجیب‌زاده             | در دهه فجر ۱۳۶۲ از شبکه ۱ پخش شد. |
| ۱۳۶۱      | اشک تمساح                        | بازیگر       | احمد نجیب‌زاده             | |
| ۱۳۵۷      | تله‌تئاتر «عفریته ماچین»          | بازیگر       | رضا میرلوحی               | در نقش «مرشد» |
| ۱۳۵۶      | غارتگران                         | بازیگر       | محمد متوسلانی             | در بهار ۱۳۵۷ پخش شد. |
| ۱۳۵۶      | ایتالیا ایتالیا                  | بازیگر       | نوذر آزادی                | |
| ۱۳۵۵–۱۳۵۴ | دایی‌جان ناپلئون                  | بازیگر       | ناصر تقوایی               | اولین بار در سال ۱۳۵۵ پخش شد. |
| ۱۳۵۴      | کاف‌شو                            | بازیگر       | پرویز صیاد                | «کاف شو» در واقع یکصد و پنجاه و یکمین و آخرین قسمت از مجموعه تلویزیونی «اختاپوس» بود که به مناسبت نوروز ۵۴ ساخته شده بود و در ۱۳ فروردین ماه ۱۳۵۴ پخش شد.        |
| ۱۳۵۲      | آدم کاغذی                        | بازیگر       | پرویز کاردان              | |
| ۱۳۵۲      | قصه عشق                          | بازیگر       | منصور پورمند              | |
| ۱۳۵۰      | آدم و حوا                        | بازیگر       | مسعود اسداللهی            | |